# Кубат, Богумил
Богумил Кубат (чеш. Bohumil Kubát; 14 февраля 1935, Ческа-Тршебова, Чехословакия — 12 мая 2016, Хомутов, Чехия) — чехословацкий борец греко-римского и вольного стилей, бронзовый призёр Олимпийских игр, девятикратный чемпион Чехословакии по греко-римской борьбе и шестикратный чемпион Чехословакии по вольной борьбе .

## Биография
Родился в Ческе-Тршебове, но в одиннадцатилетнем возрасте переехал с родителями в Хомутов, где получил работу на железной дороге его отец. Начал заниматься борьбой в 1950 году. Вскоре сумел победить на чемпионате Чехословакии среди юниоров, а впоследствии завоевал и взрослый титул. В конце 1950-х боролся за словацкий клуб «Дукла» из Кошице, поскольку служил там в армии.
На Летних Олимпийских играх 1960 года в Риме боролся по греко-римской борьбе в тяжёлом весе (свыше 87 килограммов). За чистое поражение начислялись 4 штрафных балла, за поражение по очкам 3 штрафных балла, за ничью 2 штрафных балла, за победу по очкам 1 штрафной балл. Набравший 6  штрафных баллов спортсмен выбывал из турнира. Титул оспаривали 12 борцов.
В четвёртый круг вышли шесть борцов, и вопрос о распределении мест решался в зависимости от результатов всех трёх схваток. В первой боролись Иштван Козма и поляк Люциан Сосновский. Козма одержал победу, но несмотря на это, набрал шесть баллов и вместе с Сосновским из турнира выбыл. Вильфрид Дитрих, имевший уже 5 штрафных баллов, в своей встрече победил чисто, и остался со своими баллами. Кубат боролся в последней встрече с советским борцом Иваном Богданом. В схватке состоялась ничья, которой Богдан обеспечил себе золотую медаль. При этом у Кубата и Дитриха оказалось после этой схватки по пять штрафных баллов, а свою встречу они также свели вничью. Второе и третье место определялись взвешиванием, и поскольку Кубат весил больше Дитриха приблизительно на 40 килограммов, Кубату досталась только «бронза».
| Выступление на Олимпийских играх 1960 года | Выступление на Олимпийских играх 1960 года | Выступление на Олимпийских играх 1960 года | Выступление на Олимпийских играх 1960 года | Выступление на Олимпийских играх 1960 года | Выступление на Олимпийских играх 1960 года | Выступление на Олимпийских играх 1960 года |
| Круг                                       | Соперник                                   | Страна                                     | Результат                                  | Баллы                                      | Всего баллов                               | Время схватки                              |
| ------------------------------------------ | ------------------------------------------ | ------------------------------------------ | ------------------------------------------ | ------------------------------------------ | ------------------------------------------ | ------------------------------------------ |
| 1                                          | Кандзи Сигэока                             | Польша                                     | Победа Туше                                | 0                                          | 0                                          | 6:07                                       |
| 2                                          | Виктор Авен                                | Финляндия                                  | Победа По очкам                            | -1                                         | -1                                         | 12:00                                      |
| 3                                          | Вильфрид Дитрих                            | Германия                                   | Ничья                                      | -2                                         | -3                                         | 12:00                                      |
| 4                                          | Иван Богдан                                | Союз Советских Социалистических Республик  | Ничья                                      | -2                                         | -5                                         | 12:00                                      |

В 1961 году на чемпионате мира был четвёртым. С 1963 года выступал в основном в вольной борьбе, в том же году на чемпионате мира был пятым.
На Летних Олимпийских играх 1964 года в Токио боролся по вольной борьбе в тяжёлом весе (свыше 97 килограммов). Регламент турнира в основном остался прежним. Титул оспаривали 13 борцов.
Набрав к финалу семь штрафных баллов, делил третье место с ещё двумя борцами. В финале не участвовал: возможность получения им бронзовой медали зависела от результата встречи Хамита Каплана с британцем Макнамарой, В случае, если Макнамура побеждал, то Кубат боролся бы с ним. Но Каплан положил Макнамуру на лопатки, и Кубат, который уже встречался с Капланом в предварительных встречах и свёл эту схватку вничью, довольствовался четвёртым местом из-за большего веса.
| Выступление на Олимпийских играх 1964 года | Выступление на Олимпийских играх 1964 года | Выступление на Олимпийских играх 1964 года | Выступление на Олимпийских играх 1964 года | Выступление на Олимпийских играх 1964 года | Выступление на Олимпийских играх 1964 года | Выступление на Олимпийских играх 1964 года |
| Круг                                       | Соперник                                   | Страна                                     | Результат                                  | Баллы                                      | Всего баллов                               | Время схватки                              |
| ------------------------------------------ | ------------------------------------------ | ------------------------------------------ | ------------------------------------------ | ------------------------------------------ | ------------------------------------------ | ------------------------------------------ |
| 1                                          | Штефан Стингу                              | Румыния                                    | Ничья                                      | -2                                         | -2                                         | 12:00                                      |
| 2                                          | Лютви Ахмедов                              | Болгария                                   | Поражение По очкам                         | -3                                         | -5                                         | 12:00                                      |
| 3                                          | Ганпат Андхалкар                           | Индия                                      | Победа Туше                                | 0                                          | -5                                         | 4:58                                       |
| 4                                          | Хамит Хаплан                               | Турция                                     | Ничья                                      | -2                                         | -7                                         | 12:00                                      |
| 5                                          |                                            |                                            |                                            |                                            |                                            |                                            |

В 1965 году на чемпионате мира вновь был только пятым. В 1966 году на чемпионате Европы остался четвёртым, в 1967 году был пятым, в 1968 девятым, в 1969 выбыл из турнира ввиду травмы после первой встречи, и закончил международную карьеру.
Продолжал в той или иной мере активные выступления до 1975 года.
По основной профессии был сталеваром; им и работал до пенсии, совмещая работу с тренерской и судейской деятельностью. Был также активным донором крови, обладатель медали им. Яна Янскехо 
Умер 12 мая 2016 года